# بوریس لاگوتین
بوریس لاگوتین (روسی: Борис Николаевич Лагутин؛ زادهٔ ۲۴ ژوئن ۱۹۳۸) بوکسور اهل اتحاد جماهیر شوروی سوسیالیستی بود.